# فيليكس ريان
فيليكس ريان (بالإنجليزية: Felix Ryan)‏ هو لاعب دوري الرغبي أسترالي، ولد في 1897 في ولينغتون ‏ في أستراليا، وتوفي في 1963 في Eastwood, New South Wales ‏ في أستراليا.